# A Castro
A Castro ou Tragédia muy sentida e Elegante de Dona Inês de Castro, de António Ferreira é a primeira tragédia clássica portuguesa, tendo por base a vida e morte de Inês de Castro, publicada em 1587.
Peça em cinco actos, na qual aparece um coro grego, foi escrita em verso polimétrico. O tema, os amores do príncipe D. Pedro de Portugal pela nobre Inês de Castro e o assassinato desta em 1355 por razão de estado, por ordem do pai do príncipe, o rei Afonso IV de Portugal, será depois um dos mais tratados pelos dramaturgos europeus. 